# Belle of the Nineties
Belle of the Nineties is een Amerikaanse muziekfilm uit 1934 onder regie van Leo McCarey. Destijds werd de film in Nederland uitgebracht onder de titel Belle van New York.

## Verhaal
Ruby Carter werkt als zangeres in een variététheater in Saint Louis. Wanneer de bokser Tiger Kid verliefd wordt op haar, is zijn bokspromotor bang dat hij zich niet meer zal concentreren op het kampioenschap. Hij bedenkt een list om het stel uit elkaar te halen. Daardoor komt Ruby terecht in een cabaret in New Orleans. Ze groeit er al gauw uit tot een ster.

## Rolverdeling
| Acteur            | Personage          |
| ----------------- | ------------------ |
| Mae West          | Ruby Carter        |
| Roger Pryor       | Tiger Kid          |
| Johnny Mack Brown | Brooks Claybourne  |
| John Miljan       | Ace Lamont         |
| Katherine DeMille | Molly Brant        |
| Duke Ellington    | Pianist            |
| James Donlan      | Kirby              |
| Stuart Holmes     | Dirk               |
| Harry Woods       | Slade              |
| Edward Gargan     | Stogie             |
| Libby Taylor      | Jasmine            |
| Warren Hymer      | Prijsvechter       |
| Benny Baker       | Blackie            |
| Morrie Cohan      | Butch              |
| Tyler Brooke      | Komiek             |
| Tom Herbert       | Gilbert            |
| Frederick Burton  | Kolonel Claybourne |
| Augusta Anderson  | Mevrouw Claybourne |
| Eddie Borden      | Komiek             |
| Fuzzy Knight      | Komiek             |
| Gene Austin       | Zanger             |